# 한나 몬타나의 등장인물 목록
다음은 디즈니 채널 시리즈 《한나 몬타나》의 주요 등장인물 목록이다.
- 마일리 스튜어트 (마일리 사이러스) : 주인공 (시즌 1 - 현재)
- 로비 스튜어트 (빌리 레이 사이러스) : 마일리의 아빠 (시즌 1 - 현재)
- 잭슨 스튜어트 (제이슨 얼스) : 마일리의 오빠 (시즌 1 - 현재)
- 릴리 트러스콧 (에밀리 오스먼트) : 마일리의 베스트 프렌드 (시즌 1 - 현재)
- 올리버 오켄 (미첼 무소) : 마일리의 친구 (시즌 1-3, 시즌 4 게스트)
- 리코 수아베 (모이시스 아리아스) : 잭슨의 감독자, 때때로 마일리, 릴리, 올리버의 친구, 클래스메이트 (시즌 2-4)